# Drajna Nouă, Călărași
Drajna Nouă este un sat în comuna Dragalina din județul Călărași, Muntenia, România.
Denumirea satului Drajna Nouă face trimitere la faptul că primii locuitori ai săi provin dincomuna Drajna, situată în nord-estul județului Prahova, pe cursul inferior al pârâului Drajna, care o străbate de la nord la sud. Cuvântul Drajna derivă din cuvintele slavone draj care are semnificația de râu repede, energic și dolojna care înseamnă drum, cale.
Satul Drajna Nouă a apărut sub această denumire după colonizarea cu țărani de la munte. Drajna de Sus, Drajna de Jos, Ogretin, Cătunu, Poiana Mierlei, care au luptat în cel de-al Doilea Război Mondial pe fronturile de la Stalingrad, Cotul Donului, Crimeea, Stepa Calmucă, Oarba de Mureș, Budapesta, Uvolen și Munții Tatra. După război a fost instaurat regimul comunist, având la conducerea țării guvernul condus de Petru Groza. La trei zile după instalarea guvernului, printr-un schimb de telegrame între Petru Groza și Stalin, s-a stabilit ca nord-vestul Transilvaniei să revină României, dar și realizarea unei reforme agrare prin exproprierea terenurilor deținute de moșieri pentru a fi împărțite țăranilor. A fost apoi promulgată de către comuniști legea pentru înfăptuirea reformei agrare.